# Gozo
Gozo (malteški: Għawdex) je otok u Malteškom otočju u Sredozemnom moru. Ovaj otok dio je europske otočne države Malte i drugi malteški otok po veličini, nakon otoka Malte. U usporedbi sa susjednim otokom, Gozo je više ruralni kraj poznat po brdovitosti. 
Popularan naziv za Gozo je Kalipsin otok, jer se Gozo smatra za otok Ogigiju iz Homerove Odiseje. U ovom djelu, otok je kontrolirala nimfa Kalipso koja je zadržala Odiseja na sedam godina.

## Povijest
Gozo je naseljen od 5000. pr. Kr., kada su se zemljoradnici sa Sicilije doselili na otok. Zbog raznih sličnosti, vjeruje se da su prvi naseljenici došli iz područja Agrigenta, ali to je trenutno nemoguće ustvrditi. Ovi naseljenici živjeli su po pećinama na otoku.
Najslavnije građevine na otoku su hramovi Ġgantija koji su najstarije samostojeće ljudskom rukom izgrađene strukture, te također i najstariji religijski objekti. Prema lokalnom folkloru ove hramove su izgradili divovi. Drugo važno arheološko nalazište na Gozu, koje je također iz neolitičkog razdoblja, je Brochtorffov krug. Također, prema legendi i određenim starogrčkim povjesničarima, ovaj otok je zapravo Ogigija iz slavnog Homerovog spjeva Odiseja.
U srpnju 1551., Osmanlije su pod Turgut Reisom i Sinan-pašom napali i opljačkali Gozo, te porobili većinu stanovištva, njih oko 5000, i odveli ih u Libiju. Otok su ponovno naselili stanovnici s otoka Malte između 1565. i 1580., kad su Maltu preuzeli Ivanovci.
Povijest Goza usko je vezana s poviješću Malte, koja je skoro uvijek upravljala Gozom. Jedino razdoblje samostalnosti bilo je za vrijeme Napoleona, koji je nakon opsjedanja i osvojenja Malte, dao Gozu autonomiju koja je trajala od 28. listopada 1798. do 5. rujna 1800. godine. Gozo je u tom razdoblju bio kraljevina. 1801. godine pripojili su ga Britanci i uspostavili svoj Britanski protektorat Malta.

## Zemljopis
Gozo ima površinu od 67 km², što je otprilike veličina otoka Pašmana. Nalazi se otprilike 6 km sjeverozapadno od Malte. Otok je ovalnog oblika, te je 14 km dugačak i 7,25 km širok.
Gozo je slavan po mnogim zanimljivostima, kao što su Kalipsina špilja i hramovi Ġgantija iz mlađeg kamenog doba, koji su najstarija postojeće strukture na svijetu koje je izgradio čovjek.
Jedna od najvećih znamenitosti Goza je plaža zaljeva Ramla, koja je zbog sjajnog narančasto-crvenog pijeska i čistog tirkiznog mora jedna od najboljih plaža u Europi. Blizu se nalazi još jedna poznata plaža San Blas.

## Stanovništvo
Godine 2005., na otoku je živjelo 31.053 stanovnika, od toga 6.414 u glavnom gradu Victoriji koji je poznat i pod imenom Rabat. Ukupna stopa nataliteta bila je 7,93, što je nešto manje od stope od 9,59 za Maltu. Grad s najvećom stopom nataliteta je San Lawrenz (15,93), dok najmanju stopu ima Xewkija (4,89).

## Veza s otokom Maltom
Stanovici Goza imaju vrlo jak vlastiti identitet unutar države Malte, te je Gozo jedino područje Malte koje ima posebnog ministra samo za otok. Općenito se može reći da su stanovnici Goza više društveno konzervativni nego ostatak zemlje. Ipak, u novije vrijeme se mijenjaju stereotipi prema Gozanima, jer veliki broj njih danas dolazi na Maltu se obrazovati i raditi.
Gradnja mosta između Malte i Goza je vrlo kontroverzna tema u zemlji. Početkom 1970-ih, tadašnja socijalistička vlada je počela graditi most koji bi povezao dva otoka, ali je gradnja stala nakon protesta s Goza. Do nedavno je postojala helikopterska veza između otoka, ali ona je nakon privatizacije prestala djelovati.
Trenutno su otoci povezani trajektima i hidroavionima. Putnici i automobili redovito putuju između luke Mġarr na Gozu i Ċirkewwa na Malti. Ova usluga je vrlo važna i za turizam države. Stanovnici Goza imaju velike povlastice što se tiče cijene prijevoza trajektom. Hidroavion povezuje Vallettu i luku Mgarr.

## Vanjske poveznice
- Biskupija na Gozu
- Ministarstvo za Gozo  Arhivirana inačica izvorne stranice od 24. listopada 2020. (Wayback Machine)
- Gospodarska komora Goza
- Vodič i portal zajednice za Gozo